# Timea micraster
Timea micraster är en svampdjursart som beskrevs av Marcus Lehnert och Heimler 200. Timea micraster ingår i släktet Timea och familjen Timeidae.
Artens utbredningsområde är Jamaica. Inga underarter finns listade i Catalogue of Life.